# Enna estebanensis
Espèce
Synonymes
- Hesydrus estebanensis Simon, 1898

Enna estebanensis est une espèce d'araignées aranéomorphes de la famille des Trechaleidae.

## Distribution
Cette espèce se rencontre au Venezuela et en Équateur.

## Description
La carapace du mâle décrit par Silva, Lise et Carico en 2008 mesure 3,48 mm de long sur 2,85 mm de large et celle de la femelle mesure 2,94 mm de long sur 2,63 mm de large.

## Étymologie
Son nom d'espèce, composé de esteban et du suffixe latin -ensis, « qui vit dans, qui habite », lui a été donné en référence au lieu de sa découverte, San Esteban.

## Publication originale
- Simon, 1898 : Descriptions d'arachnides nouveaux des familles des Agelenidae, Pisauridae, Lycosidae et Oxyopidae. Annales de la Société entomologique de Belgique, vol. 42, p. 1-34 (texte intégral).